# Julie Weißbach

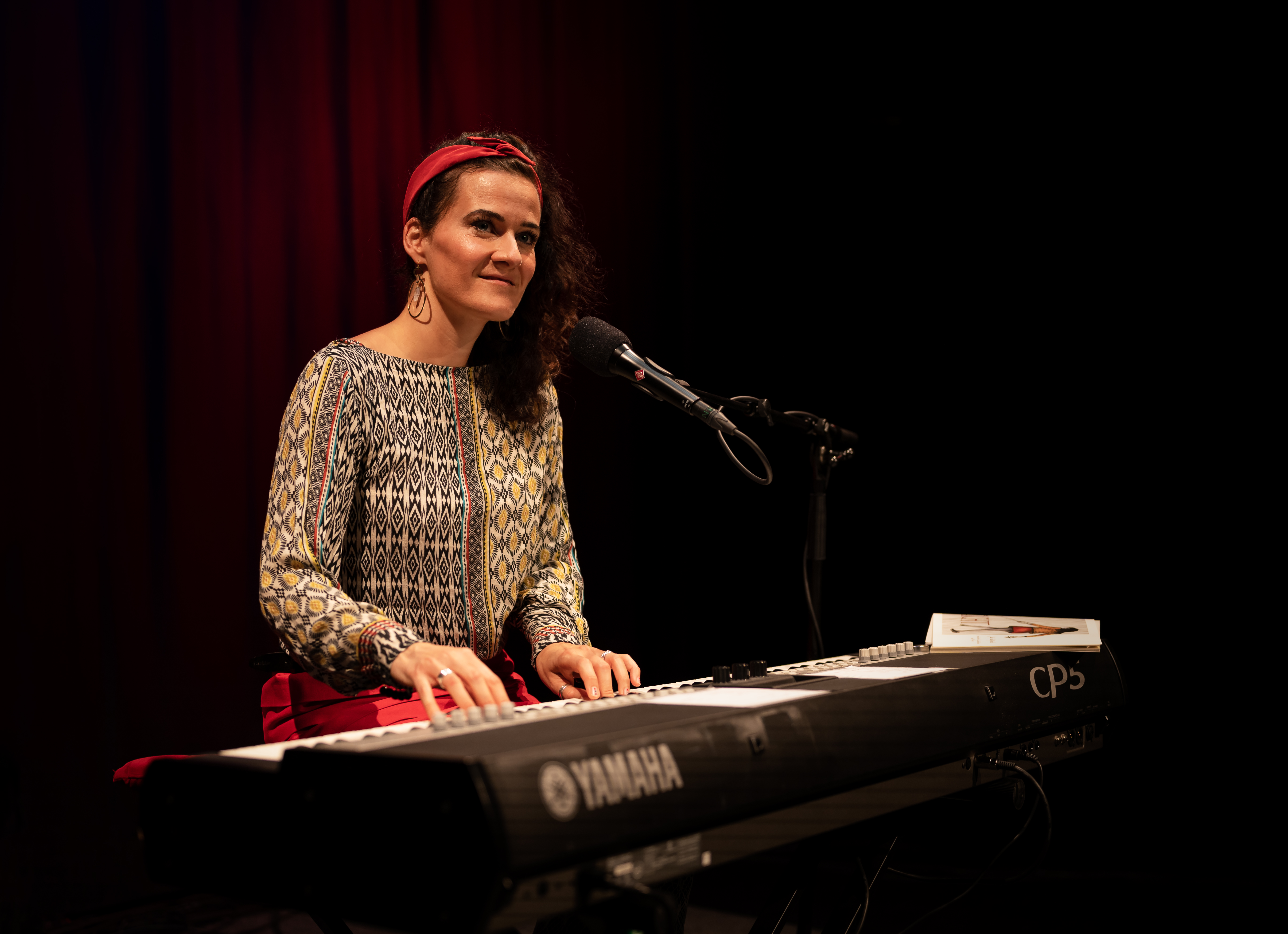
Julie Weißbach bei einem Konzert im Savoy Kino in Bordesholm am 29. August 2020

Julie Weißbach (* 26. September 1982 in Dresden; bürgerlich Juliane Weißbach) ist eine deutsche Künstlerin, Illustratorin, Singer-Songwriterin und Autorin.

## Leben
Julie Weißbach wurde in Dresden geboren und wuchs in Meißen auf.
Neben dem Studium der Romanistik an der WWU Münster, studierte sie bei Daniele Buetti und Lili Fischer freie Kunst an der Kunstakademie Münster und wurde im Rahmen ihres Studiums von Lili Fischer zur Meisterschülerin ernannt.

## Werke

### Film
Bekanntheit erlangte Julie Weißbach durch ihren Stop-Motion Film „Existence Extra Ordinaire“, der 2010 als Gesamtwerk aus Zeichnung und Animation, Klaviermusik, Gesang und Sound entstand. Der knapp acht Minuten lange Film zeigt das menschliche Dasein als eine Aneinanderreihung von Momentaufnahmen aus dem Leben verschiedener Personen. Im Jahr 2011 wurde der Film im Rahmen der Konstanzer „kurz.film.spiele_1.8“ mit dem zweiten Preis der Jury ausgezeichnet. Die Konstanzer Jury beschrieb den Animationsfilm als „eine Collage, eine Miniatur, ein poetischer Tagtraum, eine Ode an die Kunst und das Leben“. Beim europäischen Animationsfilmwettbewerb „Kurzschluss“ des Kultursenders Arte erhielt der Film eine lobende Erwähnung der Jury.
Im Jahr 2016 erschien Julie Weißbachs zweiter Stop-Motion Film als Musikvideo zu ihrem gleichnamigen Song „Recommencement“ („Neubeginn“).

### Illustration und Zeichnung
Auch in Julie Weißbachs Illustrationen und Zeichnungen steht der Mensch im Mittelpunkt einer narrativen Bildsprache. „Die Künstlerin steht in einer Tradition des zeichnerischen Zugriffs auf die Wirklichkeit. Es geht um Frauenbilder und Identitäten, die zunehmend unsicher werden. Das Selbstbild einer Generation zwischen Selbstbehauptung und Selbstzweifel ist das Thema […] Abstraktionsmomente, wie die Reduktion auf die Linie, spielen dabei genauso eine Rolle wie die lokalfarbige Akzentsetzung und Modulation der Körper im Sinne einer naturalistischen Wiedergabe der äußeren Wirklichkeit. So entstehen Bildwelten, die sich gleichermaßen zwischen kritischem Realismus, absurder Komik und romantischer Melancholie bewegen.“
Im Jahr 2015 erschien der von Julie Weißbach illustrierte Gedichtband „Warteschleifen auf Holz“ von Franziska Beyer-Lallauret im Dr. Ziethen Verlag.

### Musik
Neben der Kunst wurde Julie Weißbach auch als Singer-Songwriterin bekannt. Seit 2000 komponiert sie eigene Lieder in deutscher, englischer und französischer Sprache. 2008 veröffentlichte sie ihr erstes Independent-Album „Differently“, 2010 folgte die CD „Music for the in-between moments“ und im Dezember 2014 das Album „True Stories“.
Stilistisch vereint Julie Weißbachs Musik Einflüsse aus der Singer-Songwriter-Tradition und Chanson, klassischem Lied und Pop. Das Klavierspiel nutzt die Künstlerin nicht nur zur Liedbegleitung, sondern auch als stilistische Untermalung ihrer Kunstwerke (Performances) bei Kunstausstellungen.
Seit 2012 gibt Julie Weißbach regelmäßig Konzerte in Norddeutschland und Dänemark.

### Podcast
Seit Mai 2021 produziert Julie Weißbach zusammen mit der Singer-Songwriterin Synje Norland den Podcast „Wahrhaftig und Vehement“, in dem die Künstlerinnen Themen der Kunst und des Lebens aus ihrem Blickwinkel beleuchten und kreative Impulse geben.

## Trivia
Im April 2013 veröffentlichte der Norddeutsche Rundfunk (NDR) eine Kurzreportage über Julie Weißbach, mit dem Titel „Der schwierige Weg in die Kunst“.
Im November 2016 sendete der Radiosender NDR 1 Welle Nord einen Beitrag über Julie Weißbach.
Im Dezember 2020 berichteten die Lübecker Nachrichten über Julie Weißbachs Buch „Hinter dem Rauschen der Welt klopft das Herz“ und ihren Umgang mit der COVID-19-Pandemie. Der Norddeutsche Rundfunk berichtete im Februar 2021 ebenfalls über Julie Weißbachs kreatives Schaffen während der Pandemie.
2020 und 2021 gab sie (während der Pandemie) mehrere Online-Konzerte und Lesungen in drei Sprachen, unter anderem mit der Singer-Songwriterin Synje Norland.